# Columbia (chanson)
Pour les articles homonymes, voir Columbia.
Pistes de Definitely Maybe
Up In The Sky Supersonic
Columbia est une chanson du groupe de rock anglais Oasis, écrite et composée par Noel Gallagher et chantée par Liam Gallagher, cinquième piste de leur premier album Definitely Maybe.

## Composition et paroles

### Structure de la chanson
Columbia est construite autour des trois accords A, D et C. La guitare rythmique jouant ses 3 accords sans discontinuer tout au long de la chanson.
La chanson commence par une longue intro en slide avant l'arrivée de la batterie, puis, une autre guitare joue les accords A, D et C soutenue par la basse jouant la note tonique de chaque accord. La deuxième guitare joue ensuite le même schéma rythmique sans discontinuer, la première guitare jouant un solo introductif noyé sous les effets avant le premier le couplet. Chaque couplet est répété deux fois avant l'arrivée du refrain sur lequel deux voix superposées chantent à l'unisson, l'une chantant une octave plus haute que l'autre. Le premier refrain et le couplet suivant sont séparés par un autre solo joué par la première guitare. Après le second couplet, une troisième guitare arrive enchaînant différents solos avec la deuxième. La chanson se termine par des "Come On ! Come On ! Come On ! Come On ! Yeah, Yeah, Yeah !" en retrait par rapport au reste de la chanson.

### Paroles
Les paroles de Columbia expriment la confusion et des sensations inconnues ou nouvelles. On pense que la chanson parle de différentes drogues, Noel Gallagher (le parolier et compositeur officiel) ayant été un gros consommateur pendant les débuts du groupe. Mais, d'après ses propres déclarations, Liam Gallagher aurait écrit le refrain de la chanson bien qu'il ne soit pas crédité comme tel.